# 铪酸钡
铪酸钡是一种无机化合物，化学式为BaHfO3。

## 制备
高温加热二氧化铪和碳酸钡的混合物，可以得到BaHfO3：
BaCO3 + HfO2 → BaHfO3 + CO2↑

## 应用
铪酸钡在参杂一些离子（如Ce3+）后，可以制得闪烁陶瓷材料。